# Nabinagar
Nabinagar là một thành phố và là một khu vực quy hoạch (notified area) của quận Aurangabad thuộc bang Bihar, Ấn Độ.

## Địa lý
Nabinagar có vị trí 24°37′B 84°07′Đ / 24,62°B 84,12°Đ Nó có độ cao trung bình là 138 mét (452 feet).

## Nhân khẩu
Theo điều tra dân số năm 2001 của Ấn Độ, Nabinagar có dân số 19.041 người. Phái nam chiếm 51% tổng số dân và phái nữ chiếm 49%. Nabinagar có tỷ lệ 53% biết đọc biết viết, thấp hơn tỷ lệ trung bình toàn quốc là 59,5%: tỷ lệ cho phái nam là 63%, và tỷ lệ cho phái nữ là 42%. Tại Nabinagar, 18% dân số nhỏ hơn 6 tuổi.